# Трофим Лисенко
Трофѝм Денѝсович Лисѐнко (на украински: Трохим Денисович Лисенко; на руски: Трофим Денисович Лысенко) е украински агроном, водеща фигура в съветската агробиология от 1930-те до 1960-те години.
След завършване на Киевския селскостопански институт (1925) Лисенко работи в Азербайджан по въвеждане на бобовите фуражни растения. Става сътрудник в Института по генетика и селекция в Одеса, който после оглавява (1929 – 1939). Президент на ВАСХНИЛ (Всесъюзна академия на селскостопанските науки на името на В. И. Ленин) в периода 1938 -1956 и 1961 – 1962. Директор на Института по генетика на Академията на науките на СССР (1940 –1965). От 1966 до края на живота си Лисенко завежда експерименталната научноизследователска база на АН СССР „Горки Ленинские“, Московска област. В СССР Лисенко е награден с множество ордени и отличия. 
Лисенко е бил почетен член на Българската академия на науките (избран на 10 януари 1952) и на Академията на селскостопанските науки на Чехословакия. 

## Агротехническа дейност
По време на работата си в Азербайджан Лисенко изследва развитието на памука и житните растения в зависимост от натрупаните градусо-дни, както е правено за други растения. 
На основа на тези и други опити Лисенко създава стадийна теория за развитие на растенията. Според тази теория всяко растение, за да извърши пълен цикъл на развитие (от семе до семе), трябва да премине през два стадия. Първо, през стадий на яровизация при ниска температура, след което следва светлинен стадий. 
Опрян на тази теория, Лисенко предлага да се въведат редица агротехнически практики. При различните сортове пшеница (зимни или пролетни) той предлага да се извършва яровизация за контролиране на започването на развитието. Това става по следния начин. Зърното за посев се навлажнява и се оставя да прораства за определено време при ниски положителни температури, след което се засява. 
При своето развитие много растения от умерения пояс (житни, цвекло, моркови, ябълки) преминават през период на ниски температури. Това е необходимо за образуването на цветове. Изкуствената яровизация (вернализация) е метод, съобразен с физиологията на растенията. Като агротехника обаче яровизацията се оказва трудна за прилагане и без особен ефект върху добивите.
Лисенко предлага агротехнически нововъведения също при картофите – растения, които се размножават по вегетативен път чрез засаждане на клубени. За да се предотврати постепенното получаване на все по-дребни клубени (което впрочем се дължи на вирусно заболяване), Лисенко препоръчва клубените да се сеят след яровизация през лятото, а не през пролетта.  След изпълняване на указанията, добивите от картофи падат още повече, а работата по вируси на растенията замира.
През юли 1936 г. академиците Константинов и Лисицин, проф. Дончо Костов и други учени посещават Института по генетика и селекция в Одеса. Комисията има възражения към работата на ръководеното от Лисенко учреждение. Тя намира за неправилно повсеместното прилагане на яровизацията; сортовете пшеница, създадени в съкратени срокове, се оказват измислени; пренебрегва се съществуването на вируси при растенията и вместо борба с вирусните заболявания се препоръчва лятно засаждане на картофите. 
Няма значителни резултати от агротехническите нововъведения на Лисенко. Той обяснява това с противодействието на привържениците на „буржоазната“ генетика. Действително представите на Лисенко за наследствеността на организмите, еволюцията и законите на генетиката силно се отличават от общоприетите. Лисенко създава и налага в съветската наука псевдонаучно направление в биологията, т. нар. „мичуринска агробиология“ (към която самият Иван Мичурин има само косвено отношение).

## Възгледи за наследствеността
Представите на Т. Д. Лисенко за наследствеността и еволюцията са изложени в неговия доклад, произнесен на Августовската сесия на ВАСХНИЛ (1948). 
По политически причини, възгледите на Лисенко са наложени насилствено и се считат за единствено правилни, в България, през периода 1949 – 1965 г.  
В живата природа се наблюдават постоянни промени. Според Чарлз Дарвин движеща сила на тези промени е отборът. Борбата за съществуване, преживяването и оставянето на потомство от най-приспособените е основата на отбора. В това Лисенко вижда съществена грешка и механично пренасяне към живия свят на „реакционната схема“ на Томас Малтус за народонаселението и ограничените ресурси.
Според Лисенко развитието в природата е немислимо без наследяване на придобитите белези. Лисенко твърди, че признаците на организмите, придобити по време на индивидуалния им живот, се предават на следващото поколение. Това „учение“ е сходно с възгледите на Жан-Батист Ламарк (1744 – 1829). Това може и да отговаря на представите на Сталин, който редактира доклада на Лисенко , но е напълно погрешно.
След Август Вайсман през първата половина на ХХ век, подобни твърдения са били проверявани нееднократно. Експериментите неизменно са показвали, че наследяване на придобитите признаци няма. Организмите не могат да предават на потомството си белезите, които са придобили.
Според Дарвин и неговите последователи наследствените изменения са случайни и ненасочени, насочен е отборът. Не е така според Лисенко. Наследствеността се променя и усложнява с натрупване на нови придобити признаци и свойства в течение на няколко поколения. От представата за наследяване на придобитите белези следва и настояването на Лисенко и неговите привърженици, че подходящото „възпитание“ на организмите може да „насочи“ наследствените промени в желаната посока.
Според доклада на Лисенко, изнесен през 1948 пред ВАСХНИЛ:
| „ | материал и структури на наследствеността няма. Наследствеността е качество на целия организъм. Хромозомите нямат специфична роля в наследствеността, няма специфична клетъчна структура, още повече – молекула, определяща наследствените качества. | “ |

Лисенко отхвърля законите на Грегор Мендел като „грахови закони“, резултат от математически еквилибристики.  А изследванията на Осуалд Ейвъри (1944), които показват генетичната функция на ДНК – веществото на наследствеността, остават извън вниманието на Лисенко. Лисенко обявява класическата генетика и хромозомната теория за идеалистически, ненаучни, откъснати от практиката и безплодни.
Възгледите на Лисенко остават анахронични и не се повлияват от успехите на науката. През 1972 г. той пише: „Смятал съм и сега смятам, че теоретическите възгледи на вайсманизма във всичките му разновидности, в това число и в днешната разновидност, наречена молекулярна генетика, са идеологически реакционни, антинаучни.“ 

## Налагане на възгледите на Лисенко
В своя доклад на Августовската сесия на ВАСХНИЛ от 1948 г. Лисенко не пропуска да спомене имената на тези учени, които не са разбрали реакционната природа на своите възгледи. На Сесията Лисенко получава подкрепа от представител на официалната съветска философия (Марк Б. Митин), който идеологически обосновава необходимостта от разгром на генетиката. Следват незабавни административни промени. С подкрепата от висшето партийно ръководство, редица противници на възгледите на Лисенко са преследвани, много от тях – изпратени в затвори и лагери, някои загиват. Грубото налагане на определени възгледи в науката днес се означава като „лисенковщина“. 
Административното налагане на възгледите на Лисенко в България започва са Биологическата конференция, през 1949 г.

## Преодоляване на последствията
На Августовската сесия на ВАСХНИЛ (1948) „мичуринската биология“ е обявена за линия на комунистическата партия, след което несъгласието с нея се приема като политическа опозиция. При това положение всяка публична критика, писмена или изказана на глас, става невъзможна. Очевидно борбата против лисенковщината може да бъде спечелена, само ако партийното ръководство бъде убедено, че идеите на Лисенко са дълбоко погрешни.
Нов период настъпва след смъртта на Сталин (5 март 1953). Биолозите и генетиците очакват промяна в отношението на ръководството на СССР към тях. Това обаче не се случва. Хрушчов симпатизира на Лисенко, а не на генетиците; както той казва – на страната е нужна пшеница, а не опити с мушички.
В подобна обстановка учените предприемат нестандартно действие. През есента на 1955 г. те внасят в ЦК на КПСС писмо с остра критика на Лисенко, подписано от почти триста учени биолози, физици, химици, математици, геолози .
Това писмо (и други подобни) нямат непосредствен ефект. Дава се обаче възможност да се започне работа по определени направления в генетиката, да се създадат нови институти и лаборатории, изолирани от влиянието на екстравагантните идеи на „творческите дарвинисти“, да се популяризират постиженията на „буржоазната“ наука, да се организират семинари и дискусии по проблемите на наследствеността

Едва през 1965 г., след оставката на Н. С. Хрушчов, Лисенко е снет от длъжността директор на Института по генетика при Академията на науките на СССР, а „теориите“ му – разкритикувани из основи.